# Veuxhaulles-sur-Aube
Veuxhaulles-sur-Aube és un municipi francès, situat al departament de la Costa d'Or i a la regió de Borgonya - Franc Comtat. L'any 2007 tenia 229 habitants.

## Demografia

### Població
El 2007 la població de fet de Veuxhaulles-sur-Aube era de 229 persones. Hi havia 112 famílies, de les quals 44 eren unipersonals (12 homes vivint sols i 32 dones vivint soles), 44 parelles sense fills, 20 parelles amb fills i 4 famílies monoparentals amb fills.
La població ha evolucionat segons el següent gràfic:
Habitants censats

### Habitatges
El 2007 hi havia 168 habitatges, 113 eren l'habitatge principal de la família, 31 eren segones residències i 24 estaven desocupats. 156 eren cases i 12 eren apartaments. Dels 113 habitatges principals, 86 estaven ocupats pels seus propietaris, 21 estaven llogats i ocupats pels llogaters i 6 estaven cedits a títol gratuït; 5 tenien dues cambres, 14 en tenien tres, 27 en tenien quatre i 67 en tenien cinc o més. 86 habitatges disposaven pel capbaix d'una plaça de pàrquing. A 50 habitatges hi havia un automòbil i a 41 n'hi havia dos o més.

### Piràmide de població
La piràmide de població per edats i sexe el 2009 era:
| Homes | Edats   | Dones |
| ----- | ------- | ----- |
| 0     | 95 o +  | 0     |
| 0     | 90 a 94 | 0     |
| 4     | 85 a 89 | 8     |
| 4     | 80 a 84 | 8     |
| 12    | 75 a 79 | 16    |
| 4     | 70 a 74 | 8     |
| 4     | 65 a 69 | 12    |
| 0     | 60 a 64 | 0     |
| 8     | 55 a 59 | 0     |
| 4     | 50 a 54 | 4     |
| 16    | 45 a 49 | 8     |
| 8     | 40 a 44 | 0     |
| 16    | 35 a 39 | 16    |
| 8     | 30 a 34 | 4     |
| 12    | 25 a 29 | 8     |
| 0     | 20 a 24 | 0     |
| 8     | 15 a 19 | 0     |
| 12    | 10 a 14 | 8     |
| 12    | 5 a 9   | 16    |
| 0     | 0 a 4   | 20    |

## Economia
El 2007 la població en edat de treballar era de 126 persones, 86 eren actives i 40 eren inactives. De les 86 persones actives 74 estaven ocupades (47 homes i 27 dones) i 12 estaven aturades (5 homes i 7 dones). De les 40 persones inactives 17 estaven jubilades, 10 estaven estudiant i 13 estaven classificades com a «altres inactius».

### Ingressos
El 2009 a Veuxhaulles-sur-Aube hi havia 116 unitats fiscals que integraven 244 persones, la mediana anual d'ingressos fiscals per persona era de 16.160 €.

### Activitats econòmiques
Dels 10 establiments que hi havia el 2007, 1 era d'una empresa de fabricació d'altres productes industrials, 2 d'empreses de construcció, 3 d'empreses de comerç i reparació d'automòbils, 1 d'una empresa de serveis, 1 d'una entitat de l'administració pública i 2 d'empreses classificades com a «altres activitats de serveis».
Dels 5 establiments de servei als particulars que hi havia el 2009, 1 era un taller de reparació d'automòbils i de material agrícola, 1 paleta, 1 electricista, 1 perruqueria i 1 saló de bellesa.
L'únic establiment comercial que hi havia el 2009 era una botiga de menys de 120 m².
L'any 2000 a Veuxhaulles-sur-Aube hi havia 5 explotacions agrícoles.

## Equipaments sanitaris i escolars
El 2009 hi havia 1 escola maternal integrada dins d'un grup escolar amb les comunes properes formant una escola dispersa i 1 escola elemental integrada dins d'un grup escolar amb les comunes properes formant una escola dispersa.

## Poblacions més properes
El següent diagrama mostra les poblacions més properes.